# Lista över fornlämningar i Kristianstads kommun (Nosaby)
Lista över fornlämningar i Kristianstads kommun (Nosaby) är en förteckning av ett urval av de fornlämningar som finns i Nosaby i Kristianstads kommun.
| Namn                     | Lämningstyp                 | Tillkomsttid | Historisk indelning | Plats | Läge                 | ID-nr          | Bild                                 |
| ------------------------ | --------------------------- | ------------ | ------------------- | ----- | -------------------- | -------------- | ------------------------------------ |
| Brors kulle (Nosaby 1:1) | Hög                         |              | Nosaby, Skåne       |       | 56.070709, 14.254771 | 10109500010001 | Ladda upp en bild av detta fornminne |
| Brors kulle (Nosaby 1:2) | Hög                         |              | Nosaby, Skåne       |       | 56.070842, 14.255085 | 10109500010002 | Ladda upp en bild av detta fornminne |
| Nosaby 2:1               | Hög                         |              | Nosaby, Skåne       |       | 56.071210, 14.250292 | 10109500020001 | Ladda upp en bild av detta fornminne |
| Nosaby 3:1               | Hög                         |              | Nosaby, Skåne       |       | 56.060525, 14.251297 | 10109500030001 | Ladda upp en bild av detta fornminne |
| Nosaby 9:1               | Hög                         |              | Nosaby, Skåne       |       | 56.061787, 14.209430 | 10109500090001 | Ladda upp en bild av detta fornminne |
| Nosaby 9:2               | Hög                         |              | Nosaby, Skåne       |       | 56.062148, 14.209442 | 10109500090002 | Ladda upp en bild av detta fornminne |
| Nosaby 10:1              | Hällristning                |              | Nosaby, Skåne       |       | 56.060595, 14.208992 | 10109500100001 | Ladda upp en bild av detta fornminne |
| Nosaby 12:1              | Hög                         |              | Nosaby, Skåne       |       | 56.060019, 14.210034 | 10109500120001 | Ladda upp en bild av detta fornminne |
| Nosaby 14:1              | Hällristning                |              | Nosaby, Skåne       |       | 56.061363, 14.205827 | 10109500140001 | Ladda upp en bild av detta fornminne |
| Nosaby 18:1              | Stenkammargrav              |              | Nosaby, Skåne       |       | 56.052368, 14.209119 | 10109500180001 | Ladda upp en bild av detta fornminne |
| Nosaby 21:1              | Hällristning                |              | Nosaby, Skåne       |       | 56.053862, 14.227556 | 10109500210001 | Ladda upp en bild av detta fornminne |
| Nosaby 22:1              | Hällristning                |              | Nosaby, Skåne       |       | 56.049333, 14.225830 | 10109500220001 | Ladda upp en bild av detta fornminne |
| Nosaby 31:1              | Kyrka/kapell                |              | Nosaby, Skåne       |       | 56.045259, 14.205339 | 10109500310001 | Ladda upp en bild av detta fornminne |
| Velams hög (Nosaby 36:1) | Fästning/skans              |              | Nosaby, Skåne       |       | 56.022647, 14.193644 | 10109500360001 | Ladda upp en bild av detta fornminne |
| Velams hög (Nosaby 36:2) | Grav markerad av sten/block |              | Nosaby, Skåne       |       | 56.022501, 14.193477 | 10109500360002 | Ladda upp en bild av detta fornminne |
| Nosaby 39:1              | Hällristning                |              | Nosaby, Skåne       |       | 56.073220, 14.248517 | 10109500390001 | Ladda upp en bild av detta fornminne |
| Nosaby 40:1              | Begravningsplats            |              | Nosaby, Skåne       |       | 56.047924, 14.215925 | 10109500400001 | Ladda upp en bild av detta fornminne |
| Nosaby 48:1              | Hällristning                |              | Nosaby, Skåne       |       | 56.029681, 14.231458 | 10109500480001 | Ladda upp en bild av detta fornminne |
| Nosaby 65:2              | Hällristning                |              | Nosaby, Skåne       |       | 56.032218, 14.228983 | 10109500650002 | Ladda upp en bild av detta fornminne |
| Nosaby 142:1             | Begravningsplats            |              | Nosaby, Skåne       |       | 56.058681, 14.242858 | 10109501420001 | Ladda upp en bild av detta fornminne |
| Nosaby 147:1             | Stenkammargrav              |              | Nosaby, Skåne       |       | 56.033761, 14.212011 | 10109501470001 | Ladda upp en bild av detta fornminne |
| Nosaby 150:1             | Hällristning                |              | Nosaby, Skåne       |       | 56.031539, 14.227917 | 10109501500001 | Ladda upp en bild av detta fornminne |
| Nosaby 151:1             | Hällristning                |              | Nosaby, Skåne       |       | 56.031068, 14.228965 | 10109501510001 | Ladda upp en bild av detta fornminne |
| Nosaby 152:1             | Hällristning                |              | Nosaby, Skåne       |       | 56.030093, 14.232977 | 10109501520001 | Ladda upp en bild av detta fornminne |
| Nosaby 153:1             | Hällristning                |              | Nosaby, Skåne       |       | 56.030128, 14.231310 | 10109501530001 | Ladda upp en bild av detta fornminne |
| Nosaby 153:2             | Hällristning                |              | Nosaby, Skåne       |       | 56.030065, 14.231166 | 10109501530002 | Ladda upp en bild av detta fornminne |